# 氷ノ山高原の宿氷太くん

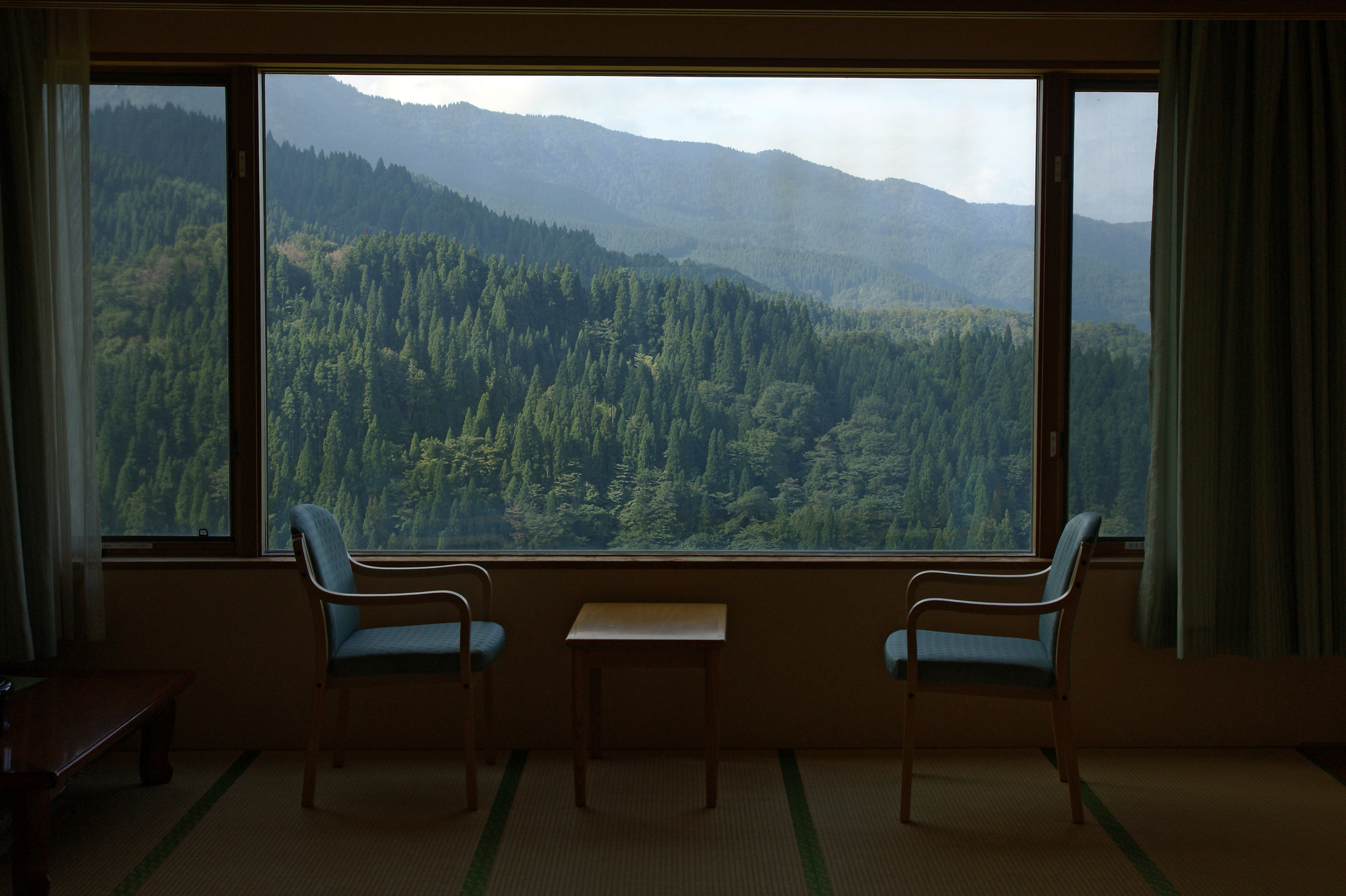
窓の景色は舂米の谷

氷ノ山高原の宿 氷太くん（ひょうのせんこうげんのやど ひょうたくん）は鳥取県八頭郡若桜町の氷ノ山西麓にあるホテルとスポーツ施設で構成される町立の宿泊施設。若桜町の外郭団体である財団法人若桜町観光開発事業団が指定管理者として管理・運営する。

## 概要
春・夏・秋は登山、冬はスキーの観光客で賑わう氷ノ山登山道の入口の標高900m、わかさ氷ノ山スキー場のベースの隣に立地する。体育館や屋内スポーツセンター 、研修室などを備えており、スポーツクラブの合宿や林間学校での使用を主眼においた施設構成である。リゾートホテルとして個人・ファミリーの利用にも対応する。
ロビーと客室からは舂米棚田と陣鉢山を一望でき、特に夕陽が美しいことで知られる。

## 施設
- 体育館 -バレーコート2面、またはバスケットコートが1面取れる。
- 屋内スポーツセンター
- トレーニングルーム
- 研修室 - 約100名収容
- エントランスホール
- 大広間
- レストラン
- 客室 - 25室（142名収容）＋コテージ棟10室
- 大浴場
- テニスコート

## 建築概要
- 竣工 - 1999年
- 開業 - 1999年7月
- 構造・規模 - 鉄筋・鉄骨 地上3階建

## 交通アクセス
- 若桜鉄道 若桜駅 より若桜町営バス「氷ノ山自然ふれあいの里」行で25分、終点下車徒歩すぐ

## 周辺
- わかさ氷ノ山自然ふれあいの里
  - 鳥取県立氷ノ山自然ふれあい館響の森
  - わかさ氷ノ山キャンプ場
- 舂米棚田 - 棚田百選
- わかさ氷ノ山スキー場
- 氷ノ山